# Campo plano
Campo plano (en inglés, flat field) es un tipo de corrección realizada a la imagen digital obtenida por una cámara CCD astronómica, consistente en capturar una imagen de un objeto con iluminación uniforme (la cúpula del telescopio, el cielo en el crepúsculo o una caja especial dotada de una pantalla blanca mate) y dividir la imagen original entre esta imagen de flat field una vez normalizada. Con ello se consigue corregir la imagen de los defectos introducidos por variaciones en la sensibilidad píxel a pixel del CCD, viñeteo del sistema óptico, suciedad sobre el detector, etc.
En la práctica, los astrónomos utilizan un promedio de muchas imágenes, normalmente de 20 a 30 o más, en lugar de depender de una sola. Este enfoque ayuda a reducir considerablemente el ruido de lectura y a corregir defectos en el detector.
La corrección de campo plano suele ser generalmente precedida por una corrección de campo oscuro.

## Fuente
- "Manual práctico de Astronomía con CCD", David Galadí-Enríquez; Ignasi Ribas Canudas, 1998. Ediciones Omega.

- Datos: Q3820478